# Françoiz Breut
Françoiz Breut (Cherbourg-Octeville, 10 dicembre 1969) è una cantante, disegnatrice e illustratrice francese.

## Biografia
Françoiz Breut si iscrive all'Instituto superiore d'arte di Caen. Dopo un periodo a Dunkerque, si trasferisce a Nantes dove incontra, agli inizi degli anni '90, il cantante Dominique A che diventerà successivamente il suo compagno. Sarà proprio quest'ultimo a convincerla a cantare e ad accompagnarlo sulla scena, poiché lei era già apparsa nel suo secondo album Si je connais Harry (nel quale ebbe un ruolo anche nella produzione degli opuscoli).  Tuttavia, lei continuò a lavorare tra i disegni e la scultura.
Il primo album di Françoiz Breut è d'ispirazione minimalista. Prodotto e realizzato in gran parte dal compagno, viene pubblicato nel 1997 e ha un risvolto positivo in particolare fuori dalla Francia da gruppi quali gli americani Calexico (che riprendono Ma colère) e i The Walkabouts. Nel 1997, lei fa una cover di La plume, canzone dei Louise Attaque. Nel 1999, Dominique A. e lei hanno un figlio che chiamano Youri.
Nell'autunno del 2000 viene pubblicato un nuovo album: Vingt à trente mille jours, in cui collaborano, oltre che Dominique A., anche Jérôme Minière, Philippe Katerine, Philippe Poirier, Yann Tiersen, Pierre Bondu, Gaëtan Chataigner (The Little Rabbits), Sacha Toorop (Zop Hopop), Joey Burns (Calexico) e Fabrice Dumont (Autour de Lucie). Questo disco riceve un buon giudizio dalla critica e dal pubblico.
Françoiz continua allo stesso modo a fare illustrazioni di dischi, come in Black Session di Yann Tiersen, e di libri per bambini, così come a esporre le sue creazioni grafiche, che la accompagnano molto spesso nelle sue tournée e nei suoi concerti in giro per la Francia e all'estero. Tournée che fa nel 2002 e nel 2003, a cui si aggiunge anche una tournée in Australia nel 2004.
Registra nel 2004 a Bruxelles, città dove vive tuttora, il suo terzo album, Une Saison volée, uscito nel marzo 2005. In quest'anno e nel 2006 si esibisce in tournée in Francia e all'estero (soprattutto in Germania).
A novembre 2008, fa uscire un nuovo album intitolato À l'aveuglette.
Nel giugno 2011, registra il suo quinto album dopo una tournée americana e un lavoro di più di un anno in compagnia di Stéphane Daubersy, chitarrista dei Mièle. Per quest'opera prodotta da Don Nino dal titolo la Chirurgie des sentiments, ritrova anche F.lor, produttore di 20 à 30000 jours en 2000, nell'ambito della registrazione delle batterie con Shane Aspergren (batterista dei Berg sans Nipple). Quest'album esce in Francia il 3 ottobre 2012 su marchio Caramel Beurre Salé.
Nella primavera del 2015, parte per registrare Zoo, il suo sesto album, a Bristol da Adrian Utley, leader dei Portishead, in compagnia del polistrumentista Stéphane Daubersy, del batterista Patrick Clauwaert e del tastierista Antoine Rocca. Il disco esce nel marzo 2016 sul marchio belga Caramel Beurre Salé,  e andrà in scena con un quartetto composto dalla stessa Françoiz Breut insieme a Stéphane Daubersy, Roméo Poirier et Marc Mélia.

## Discografia
- 1997 : Françoiz Breut
- 1998 : Ma colère
- 2000 : Vingt à trente mille jours
- 2005 : Une saison volée
- 2008 : À l'aveuglette
- 2012 : La Chirurgie des sentiments
- 2016 : Zoo
- 2021:  Flux Flou de la Foule
- 2024: Vif!

## Partecipazioni
- 1993 : con Dominique A, canta in Chanson de la ville silencieuse, L'Amour, Un Ménage e L'Adversité, titoli presenti nell'album Si je connais Harry.
- 1994 : con Squad Femelle, canta in Little female cook, My poor Darling, Landemer e Drawing girl, titoli disponibili su The Shower curtain project (nel quale lei ha dipinto la copertina).
- 1995 : con Dominique A, canta in Le Twenty-two bar, Les Hauts quartiers de peine, Hear no more, dear no more e Le Travail, titoli presenti nell'album La Mémoire neuve.
- 1998 : con Mercedes Audras, canta in Tu ne dis rien, disponibile nell'album Comme un seul Homme (in cui 30 artisti si mobilitano per la donazione di organi)
- 1998 : con Dominique A, canta in Portsmouth, disponibili in L'Attirance.
- 1999 : con Yann Tiersen, canta in Les Forges, disponibile nell'album Black Session.
- 2000 : con Louise Attaque, canta in La Plume, disponibile nell'album Comme on a dit et nellaBlack session del 20 marzo del 2000.
- 2000 : con Julien Ribot, canta in ?, disponibile nell'album Hôtel Bocchi.
- 2002 : con Calexico, canta in  Ballad of cable hogue e Si tu disais, titoli disponibili nel DVD World drifts in (Live 2002).
- 2002 : con Refree, canta in Ausiente, disponibile nell'album Quitamiedos por refree.
- 2002 : con Dominique A, canta in Les Menteurs, S'ils te voyaient e Teenage kicks, titoli registrati tra il 1994 e il 1998, presenti nel cofanetto Le Détour.
- 2005 : con Da Silva e Jeanne Cherhal, canta in La confession, disponibile nell'album Tôt ou tard .
- 2005 : con Da Silva, canta nel Décembre en été,  disponibile nell'album Décembre en été.
- 2006 : con David Delabrosse, canta in L'étoile du nord, L'arrivée e Sache, titoli disponibili nell'album 13m²
- 2008 : con Ted Barnes, canta in All thats real, Squeezebox e Dreams and hopes, titoli presenti nell'album Portal Nou
- 2010 : con Angil e gli Hiddentracks, canta inThelma or Louise, titre présent sur l'album The And
- 2011 : con Frànçois & The Atlas Mountains, canta in Cherchant des ponts (album E Volo Love)
- 2012 : con Gratuit, canta in Mes lumières, mes veines (album Délivrance)

## Videoclip
- Si tu disais realizzato dall'Atelier de Spécialité Graphique a Bruxelles Speculoos[1]
- Michka Soka realizzato dall'artista scultore Daniel Daniel[2]
- La Danse des ombres realizzato dall'artista scultore Daniel Daniel[3]
- Loon Plage realizzato dall'illustratrice Joanna Lohro[4]

## Pubblicazioni
- 1998 : illustrazioni per La mer a disparu di Michel Piquemal (Nathan, coll. Demi-lune) ISBN 2-09-275043-7
- 2002 : illustrazioni per Je suis un garçon di Arnaud Cathrine (L'école de loisirs coll. Neuf) ISBN 2-211-06496-5
- 2004 : illustrazioni per Paulette et Johnny (la coquette et l'oryctérope) di Marleen Cappellemans (Alice Eds, coll. Histoires comme ça) ISBN 2-874-260010
- 2006 : illustrazioni per Le Bobobook di Stéphane Malandrin (La Joie de Lire) ISBN 2-882-58346-X
- 2006 : illusstrazioni e storia per il libro-CD Le mystère des couleurs di Da Silva (Actes Sud Junior / tôt Ou tard, coll. toto Ou tartare) ISBN 2-742-764380
- 2008 : illustrazioni per Le jour où j'ai trouvé une vache assise dans mon frigo di Stéphane Malandrin(Sarbacane Editions) ISBN 978-2-84865-254-2

## Esposizioni
Françoiz Breut ha esposto le sue opere e i suoi video d'arte fatti nei suoi lavori in numerose ville:
- 1993 Atelier Lola — Les dessous du petit chaperon rouge / Vertou (Loire atlantique)
- 1993 Bibliothèque de la Manufacture / Nantes
- 1997 Intérieur Nuit Le grand Cordel / Rennes
- 1999 Galerie du Rayon vert /Nantes
- 2000 Juke box / Nantes
- 2000 Transmusicales / Rennes
- 2000 Galerie "Frédéric Sanchez / Paris
- 2001 Halles de Schaerbeek / Bruxelles[6]
- 2003 Festival travelling "sésame ouvre toi " / Rennes
- 2003 Festival "iLLiko" ,expo collective / Kingersheim - Alsace
- 2001 Galerie du rayon vert / Nantes
- 2003 Espace culturel / Rezé
- 2005 Médiathèque / St Sébastien sur Loire
- 2006 Villa Bernasconi / Genève
- 2007 Médiathèque de Vertou - expo collective / Vertou
- 2007 Onex "festival les créatives" / Genève
- 2009 Galerie Lemniscate / Toulouse
- 2011 Médiathèque /  Vannes
- 2011 Le café perdu /  Rouen
- 2012 Médiathèque / St Egrève
- 2012 La charcuterie/ Bruxelles
- 2013 "L'Antipode" / Les embellies / Rennes · [7]
- 2015  Saint-Germain-lès-Corbeil
- 2016 Pointculture / Bruxelles[8]

## Altre illustrazioni
- 1999 : illustrazione per il CD Black Session di Yann Tiersen (Labels)
- 2007 : illustrazione per il CD Note-Book di Tazio&Boy (Humpty Dumpty Records)
- 2007 : illustrations per il CD-libro Le peuple des dunes di Da Silva (tôt Ou tard / Actes Sud Junior, coll. toto Ou tartare)